# Daisuke Namba
Daisuke Namba (難波 大助, Namba Daisuke), né le 7 novembre 1899 et exécuté par la justice  à l'âge de 25 ans le 15 novembre 1924, est un étudiant japonais qui tenta d'assassiner le prince héritier Hirohito le 27 décembre 1923 lors de l'incident de Toranomon.
Son père, un membre de la Diète du Japon avant l'acte de son fils, qui le força à démissionner, et sa sœur mariée, s'exilèrent à Java dans les Indes orientales néerlandaises pour échapper à la disgrâce.
En novembre 1924, Daisuke fut reconnu coupable par une session extraordinaire de la cour suprême du Japon. Lorsqu'il fut condamné à mort, il s'écria : « Longue vie au parti communiste du Japon ! ». Il fut exécuté par pendaison deux jours plus tard dans une prison à Shinjuku.
Sa famille changea plus tard son nom en Kurokawa.

## Référence
- (en) Cet article est partiellement ou en totalité issu de l’article de Wikipédia en anglais intitulé « Daisuke Namba » (voir la liste des auteurs).